# (3792) Preston
(3792) Preston est un astéroïde de la ceinture principale.

## Description
(3792) Preston est un astéroïde de la ceinture principale. Il fut découvert le 22 mars 1985 à l'Observatoire Palomar par Carolyn S. Shoemaker. Il présente une orbite caractérisée par un demi-grand axe de 2,29 UA, une excentricité de 0,22 et une inclinaison de 23,7° par rapport à l'écliptique.
L'objet avait été observé en 1980, mais cette observation est considérée comme une prédécouverte par le JPL.

## Compléments